# Paläarktische Landschildkröten
Die Vertreter der Gattung Testudo werden im Deutschen als Paläarktische Landschildkröten, Eigentliche Landschildkröten oder umgangssprachlich auch als Europäische Landschildkröten bezeichnet. Letzteres ist insofern falsch, da die Arten der Gattung Testudo nicht nur in Europa, sondern auch im westlichen Asien und nördlichen Afrika beheimatet sind. Die Paläarktis fasst diese Landmassen zusammen.
Der Begriff "Mediterrane Landschildkröten" stellt hingegen keine eigene Gattung dar, sondern ist eine rein geografische und klimatische Gruppierung. Die zu dieser Gruppierung zählenden Arten kommen also in ähnlichen Lebensräumen vor und sind dort vergleichbaren Lebensbedingungen unterworfen, gehören aber allesamt der Gattung Testudo an.
Die Zugehörigkeit einzelner Arten und Unterarten zur Gattung Testudo wurde teilweise angezweifelt (Testudo horsfieldi, Testudo hermanni, Testudo graeca nabeulensis). Die Verwandtschaftsbeziehung innerhalb der Gattung ist noch nicht ausreichend erforscht, Naturhybriden in Sympatriezonen und Hybridformen unter Gefangenschaftsbedingungen wurden jedoch mehrfach beschrieben.

## Erscheinungsbild
Das mittlere Stockmaß des Rückenpanzers von ausgewachsenen Paläarktischen Landschildkröten schwankt zwischen weniger als 10 Zentimeter bei männlichen Ägyptischen Landschildkröten und bis zu 40 Zentimeter bei Breitrandschildkröten. Die Rückenpanzer sind leicht elliptisch geformt und in der Regel zweifarbig; auf einem gelblich bis blass orangefarbenem, bräunlichen oder olivgrünen Grundton finden sich arttypische, dunklere Zeichnungselemente. Bei der Ägyptischen Landschildkröte kann die dunkle Farbmarkierung jedoch so gering ausgeprägt sein, dass sie fast monoton sandfarben wirken. Der Plastron-Hinterlappen ist bei einigen Arten beweglich, der Rückenpanzer besitzt dagegen kein Gelenk. Die Gattung weist einen ausgeprägten Geschlechtsdimorphismus mit dickeren Schwanzansätzen und konkaven Bauchpanzern bei Männchen auf.

## Fortpflanzung
Das Paarungsverhalten der Paläarktischen Landschildkröte ist rau. Die Männchen verfolgen die Weibchen ausdauernd und rammen bzw. beißen sie vor der Paarung häufig. Gelege umfassen im Mittel 4–6 Eier, bei Ägyptischen Landschildkröten weniger, bei älteren Weibchen der größeren Arten teilweise mehr. Mehrfache Eiablagen pro Saison sind ebenfalls möglich.
Die Zeitdauer zwischen Eiablage und Schlupf der jungen Schildkröten ist abhängig von der Nisttemperatur. Sie beträgt unter natürlichen Bedingungen meist 80–115 Tage, je nach Witterung teilweise auch noch mehr. Bei künstlicher Bebrütung mit gleichbleibend hohen Temperaturen schlüpfen manche Testudo-Jungtiere dagegen bereits nach ca. 55 Tagen. Sie brauchen unter natürlichen Bedingungen mindestens 8–12 Jahre bis zur Geschlechtsreife, gelegentlich sogar noch deutlich länger.

## Bestand
Jede der zu dieser Gattung gehörenden Schildkröten ist in ihrem Bestand zumindest regional bedroht. Dazu trägt neben einer Lebensraumvernichtung auch der Fang für den Tierhandel bei. Das gilt insbesondere für die von Menschen wegen ihrer kleinen Größe als „niedlich“ angesehenen Ägyptischen Landschildkröte, die in Ägypten vermutlich nicht mehr vorkommt. Die als schwierig zu pflegende Art wird von der IUCN als gefährdet eingestuft. Ähnlich gefährdet ist die Vierzehenschildkröte. Nach einer Untersuchung gibt es in Kasachstan noch einige wenige Regionen, die einen Populationsverlust von jährlich 40.000 Tieren verkraften könnten. Tatsächlich wurden hier jedoch zu Beginn der 90er Jahre jährlich 150.000 Tiere gefangen und in den Handel gebracht.

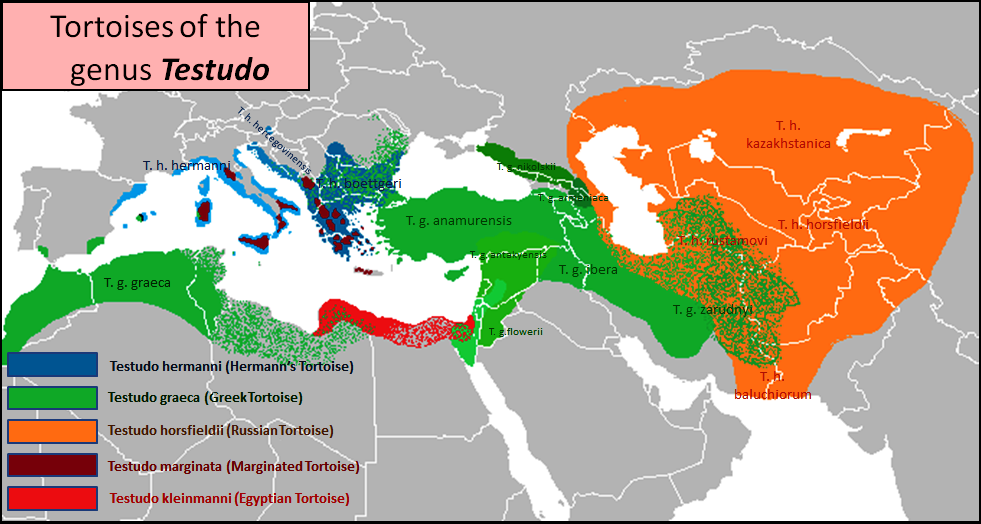
Verbreitungsgebiete der fünf Testudo-Arten

## Arten
Zu der Gattung Testudo gehören:
- Maurische Landschildkröte (Testudo graeca Linnaeus, 1758)
- Griechische Landschildkröte (Testudo hermanni Gmelin, 1789)
- Vierzehenschildkröte (Testudo horsfieldii Gray, 1844)
- Ägyptische Landschildkröte (Testudo kleinmanni Lortet, 1883)
- Breitrandschildkröte (Testudo marginata Schoepff, 1792)

Die Tunesische Landschildkröte Testudo nabeulensis, die Zwerg-Breitrandschildkröte Testudo weissingeri und die Dalmatinische Landschildkröte Testudo hercegovinensis sind dagegen nicht als eigenständige Arten zu betrachten.